# 명국환
명국환(明國煥), 1927년 1월 9일 ~ 2023년 8월 19일)은 대한민국의 남성 원로 트로트 음악 가수이다.

## 생애
본관은 서촉 명씨(西蜀 明氏)이며, 1927년 1월 9일 황해도 연백군 연안읍에서 출생하였다. 아버지는 연백군청 공무원이었다.
1946년 집안의 반대를 무릅쓰고 연안극장이 주최한 콩쿠르대회에서 입상 하였으며, 1950년 한국전쟁이 발발하자 가족을 따라 남하하여 1951년 해병특공대에 입대한 뒤 여러 전투에서 무공을 세우고 미군 극동사령부 위문공작대로 전출되어 위문병 임무를 수행하였다. 이후 1954년 대한민국 해병 병장 전역 이후 같은해 노래 '백마야 울지마라'로 정식데뷰 했다.
1955년 KBS 전속가수로 선발되어 이후 '아리조나 카우보이', '학도가', '희망가' 등 히트곡을 남겼다.
2005년 제39회 가수의 날 공로상, 2014년 제5회 대한민국 대중문화예술상 보관문화훈장을 받았다.
외손녀는 '빵 터젔어요'로 데뷔한 트로트 가수이며 현재 '리라'라는 예명으로 활동하고 있다.
그의 대표곡으로 방랑시인 김삿갓이 있다.

## 방랑시인 김삿갓 노래 가사
1. 죽장에 삿갓 쓰고 방랑 삼천리 흰 구름 뜬 고개 넘어 가는 객이 누구냐 열두대문 문간방에 걸식을 하며 술 한잔에 시 한 수로 떠나가는 김삿갓
2. 세상이 싫던 가요 벼슬도 버리고 기다리는 사람 없는 이 거리 저 마을로 손을 젓는 집집마다 소문을 놓고 푸대접에 껄껄대며 떠나가는 김삿갓
3. 방랑에 지치었나 사랑에 지치었나 개나리 봇짐지고 가는 객이 누구냐 팔도강산 타향살이 몇몇 해던가 석양지는 산마루에 잠을 자는 김삿갓

## 가족 관계
- 외손녀 : 리라 (1996년 1월 25일 ~ ) - 트로트 가수

## 같이 보기
- 김용만
- 백야성
- 남백송